# شاهين طاهرخاني
شاهين طاهرخاني (بالفارسية: شاهین طاهرخانی)؛ (من مواليد 7 يناير 1997 - قزوين) هو لاعب كرة قدم إيراني يلعب في مركز قلب الدفاع لنادي نساجي مازندران.

## روابط خارجية
شاهين طاهرخاني على موقع قاعدة بيانات كرة القدم.إي يو (الإنجليزية)
- شاهين طاهرخاني على موقع Soccerway.com (الإنجليزية)